# Diadochen

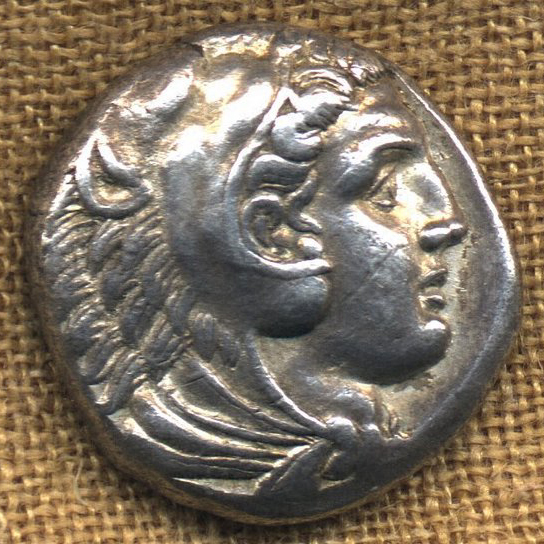
Tetradrachme aus Makedonien, geprägt unter Alexander dem Großen (auch posthum), Herakles mit Löwenfell zeigend

Die Diadochen (altgriechisch διάδοχοι diádochoi, Plural von diádochos Nachfolger, Übernehmer) waren Feldherren Alexanders des Großen und deren Söhne (auch als Epigonen bezeichnet), die nach seinem unerwarteten Tod 323 v. Chr. das Alexanderreich unter sich aufteilten und sich mit wechselnden Bündnissen in insgesamt sechs Diadochenkriegen bekämpften. Danach hatte sich ein Staatensystem etabliert, das bis zum Auftreten des Römischen Reiches im östlichen Mittelmeerraum im 2. Jahrhundert v. Chr. Bestand haben sollte und den Rahmen für die kulturelle Entfaltung des Hellenismus bot.
Die Begriffe Diadochen und Epigonen wurden in der Geschichtswissenschaft von Johann Gustav Droysen geprägt. Er bezeichnete als Diadochen nur diejenigen Heerführer, die unmittelbar nach Alexanders Tod um die Macht stritten, als Epigonen hingegen die nachfolgenden Generationen der hellenistischen Könige. Dies entspricht auch der unterschiedlichen griechischen Wortbedeutung als „Nachfolger“ bzw. „Nachgeborene“.

## Geschichte
- 323 v. Chr. Alexander der Große stirbt in Babylon.
- 323/322 v. Chr. Lamischer Krieg.
- 322 v. Chr. Perdikkas erobert Kappadokien. Eumenes wird Satrap.
- 320 v. Chr. Konferenz von Triparadeisos. Neuordnung unter den verbliebenen Diadochen.
- 317 v. Chr. Polyperchon verkündet die „Freiheit der Griechen“. Ermordung von Philipp III. Arrhidaios.
- 310 v. Chr. Alexander IV. Aigos wird von Kassandros ermordet. Ende des alten makedonischen Königshauses.
- 306 v. Chr. Antigonos Monophthalmos und sein Sohn Demetrios nehmen den Königstitel an.
- 301 v. Chr. Tod des Antigonos in der Schlacht von Ipsos.
- 281 v. Chr. Tod des Lysimachos und des Seleukos.
- 276 v. Chr. Antigonos Gonatas übernimmt die Macht in Makedonien. Ende der Diadochenzeit.[5]

### Zerfall des Alexanderreiches
Alexander der Große starb am 10. Juni des Jahres 323 v. Chr. in Babylon im Alter von 32 Jahren, nachdem er seinem Freund, dem Heerführer Perdikkas, seinen Siegelring überreicht und angeblich hatte verlauten lassen, er werde dem Stärksten unter seinen Feldherren sein Reich übergeben. Jeder der kampferfahrenen Kommandeure, die überwiegend altem makedonischen Adel entstammten und teils mit dem Königshaus verwandt waren, musste sich nun die Frage stellen, wer von ihnen Alexander nachfolgen solle.

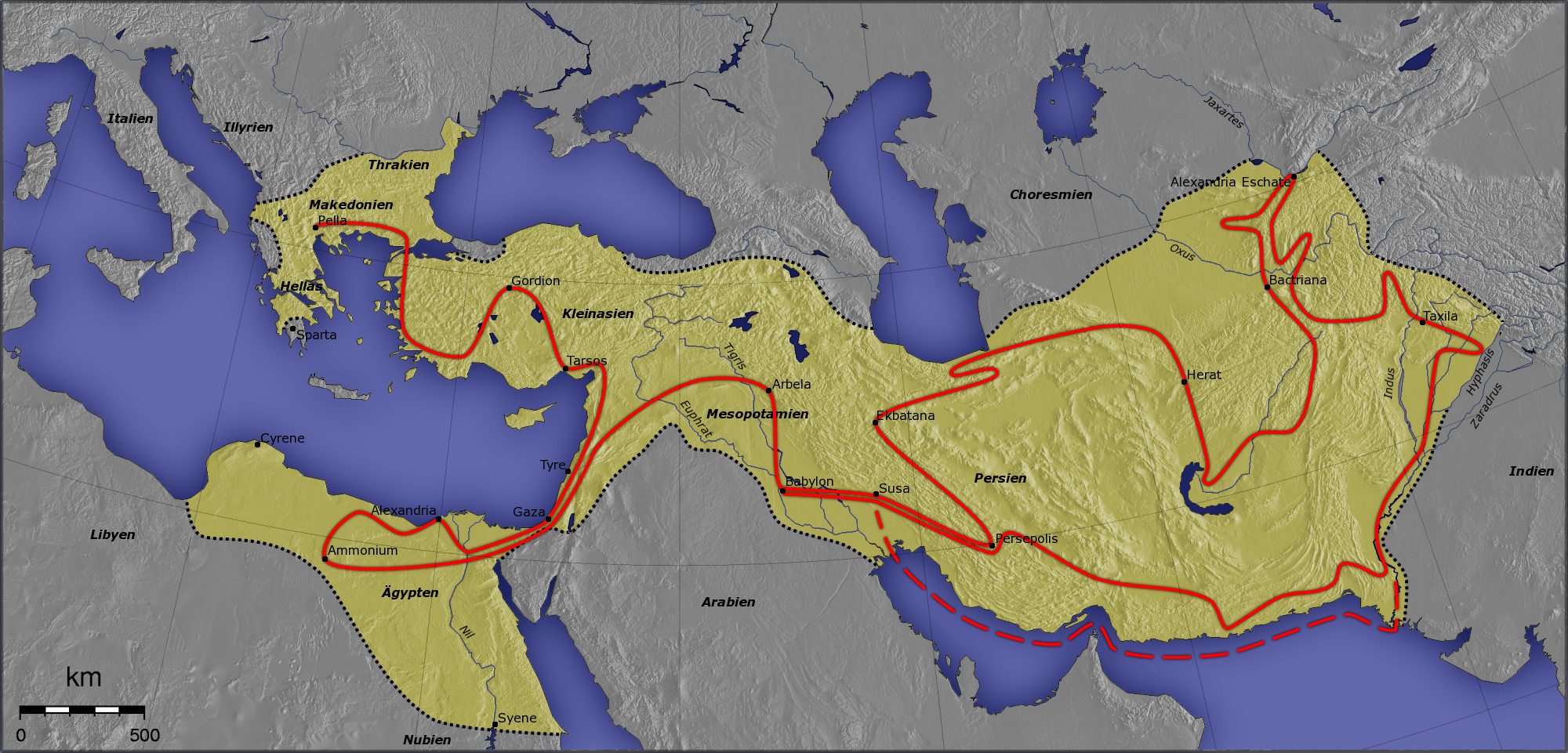
Das Weltreich, das beim Zug Alexanders entstanden war und das er seinen Nachfolgern 323 v. Chr. hinterließ

Perdikkas und andere Offiziere wollten abwarten, ob Alexanders hochschwangere Frau Roxane einen Sohn zur Welt bringen würde. Diesem wollte Perdikkas das Erbe seines Vaters sichern, das er sich faktisch selbst aneignen wollte. Unterstützung für dieses Vorhaben fand er bei der Reiterei des Heeres, in welcher der Adel das stärkste Gewicht hatte. Widerstand dagegen erhob sich beim Fußvolk der Phalanx. Die makedonische Heeresversammlung rief darauf Alexanders geistesschwachen Halbbruder Philipp III. Arrhidaios zum König aus. Als Roxane kurz darauf einem Sohn, Alexander IV. Aigos, das Leben schenkte, wurde dieser auf Druck des Perdikkas und der führenden Kommandeure und mit Einverständnis Philipps III. ebenfalls zum König ausgerufen.
Im Namen von Alexanders Sohn begann Perdikkas, die Satrapien neu zu besetzen, wobei er darauf bedacht war, die Heerführer möglichst von Alexanders Hauptstadt Babylon fernzuhalten. Antipatros, der Einfluss auf Perdikkas gewann, behielt das Amt des Strategen von Europa und beherrschte so Makedonien und Griechenland. Krateros, nominell Antipatros’ Vorgesetzter, wurde zunächst übergangen, später aber zum „Repräsentanten“ beider Könige ernannt. Ptolemaios erhielt Ägypten, Thrakien fiel an Lysimachos, Eumenes erhielt das noch zu erobernde Kappadokien und Lykien, Pamphylien sowie Pisidien gingen an Antigonos und Seleukos wurde Kommandeur der Elitekavallerie der Hetairen.
Das Reich Alexanders war damit noch keineswegs aufgeteilt, sondern blieb formell eine Einheit. Den meisten Heerführern dürfte klar gewesen sein, dass ihr Ausgleich nicht von langer Dauer sein würde, aber sie mussten zunächst die Unruhen beenden, die nach Alexanders Tod in seinem ehemaligen Machtbereich ausbrachen: Sie unterdrückten einen Aufstand griechischer Soldaten in Baktrien ebenso wie das Aufbegehren Athens in Griechenland. Die Niederlage Athens machte auch deutlich, dass das Zeitalter der außenpolitisch selbständigen Poleis endgültig vorbei war. Die Zukunft sollte den Königreichen der Diadochen und den griechischen Staatenbünden gehören.
Bald nach der Verteilung der Satrapien traten die nur mühsam unterdrückten Konflikte offen zu Tage. Perdikkas stand einer Koalition aus Antipatros, Krateros, Antigonos, Ptolemaios und Lysimachos gegenüber, die sich mit seiner Vorherrschaft nicht abfinden wollten. Insbesondere Ptolemaios spekulierte wohl bereits auf eine Abspaltung seines Herrschaftsgebiets vom Reich. 321 v. Chr. griff der von Eumenes unterstützte Perdikkas Ägypten an, doch scheiterte er am Nilübergang und wurde daraufhin von seinen eigenen Offizieren, darunter Seleukos, ermordet. Dieser erhielt auf der nachfolgenden Konferenz von Triparadeisos von Antipatros, der zum Wächter des jungen Königs bestimmt wurde, die Satrapie Babylonien. Antigonos wurde zum Heerführer in Asien ernannt und damit beauftragt, Eumenes zu beseitigen, der Krateros besiegt und getötet hatte.
Antipatros überging bei der Regelung seiner Nachfolge seinen Sohn Kassandros zugunsten des Feldherrn Polyperchon. Kassandros schloss sich daraufhin der Allianz von Antigonos, Ptolemaios und Lysimachos an. Die nachfolgenden Kämpfe, in deren Verlauf die beiden „königstreuen“ Generäle Polyperchon und Eumenes kooperierten, zogen sich über Jahre hin. Am Ende der ersten Phase der sehr wechselhaft verlaufenden Kampfhandlungen wurde 316 v. Chr. der Großteil der makedonischen Königsfamilie ausgelöscht. Kassandros eroberte Makedonien und ließ 310 v. Chr. auch Alexander IV. töten. Dies steigerte das Bestreben der anderen Diadochen, nun selbst die Alexandernachfolge anzutreten, noch mehr.
Währenddessen war Polyperchon in Griechenland als vorgeblicher Befreier der griechischen Poleis aufgetreten, hatte aber bald an Macht verloren. Er ist zu einem unbekannten Zeitpunkt nach dem Friedensschluss zwischen Antigonos und den anderen Diadochen im Jahre 311 v. Chr. gestorben. Auch Eumenes, einer der letzten Verfechter der Reichseinheit, konnte sich nicht halten. Er wurde von seinen Soldaten verraten und an Antigonos ausgeliefert, der ihn kurz darauf hinrichten ließ. Das Schicksal des Eumenes verdeutlichte die neuen Verhältnisse: Aus der stehenden makedonischen Armee waren faktisch Söldnerverbände geworden, die durch Eid nur an ihren jeweiligen Befehlshaber gebunden waren.

### Bildung der Diadochenreiche
Antigonos strebte nun offen nach der Alleinherrschaft. Er sicherte seine Position in Asien und vertrieb 315 v. Chr. Seleukos, der zu Ptolemaios floh. 312 v. Chr. besiegten diese beiden Demetrios, den Sohn des Antigonos, bei Gaza. Seleukos kehrte nach Babylon zurück, sicherte in den folgenden Jahren seine Machtbasis und brachte auch den Osten des Reiches unter seine Kontrolle. Die folgenden Kämpfe zwischen den Diadochen erstreckten sich wieder über große Teile des auseinanderbrechenden Alexanderreiches, doch brachten sie keine wirkliche Entscheidung. Mit Ausnahme Ägyptens waren die Grenzen der jeweiligen Machtbereiche ständig im Fluss und sollten sich erst Jahrzehnte später verfestigen. Auch die Macht der Antigoniden wuchs nach der Niederlage von Gaza wieder an.

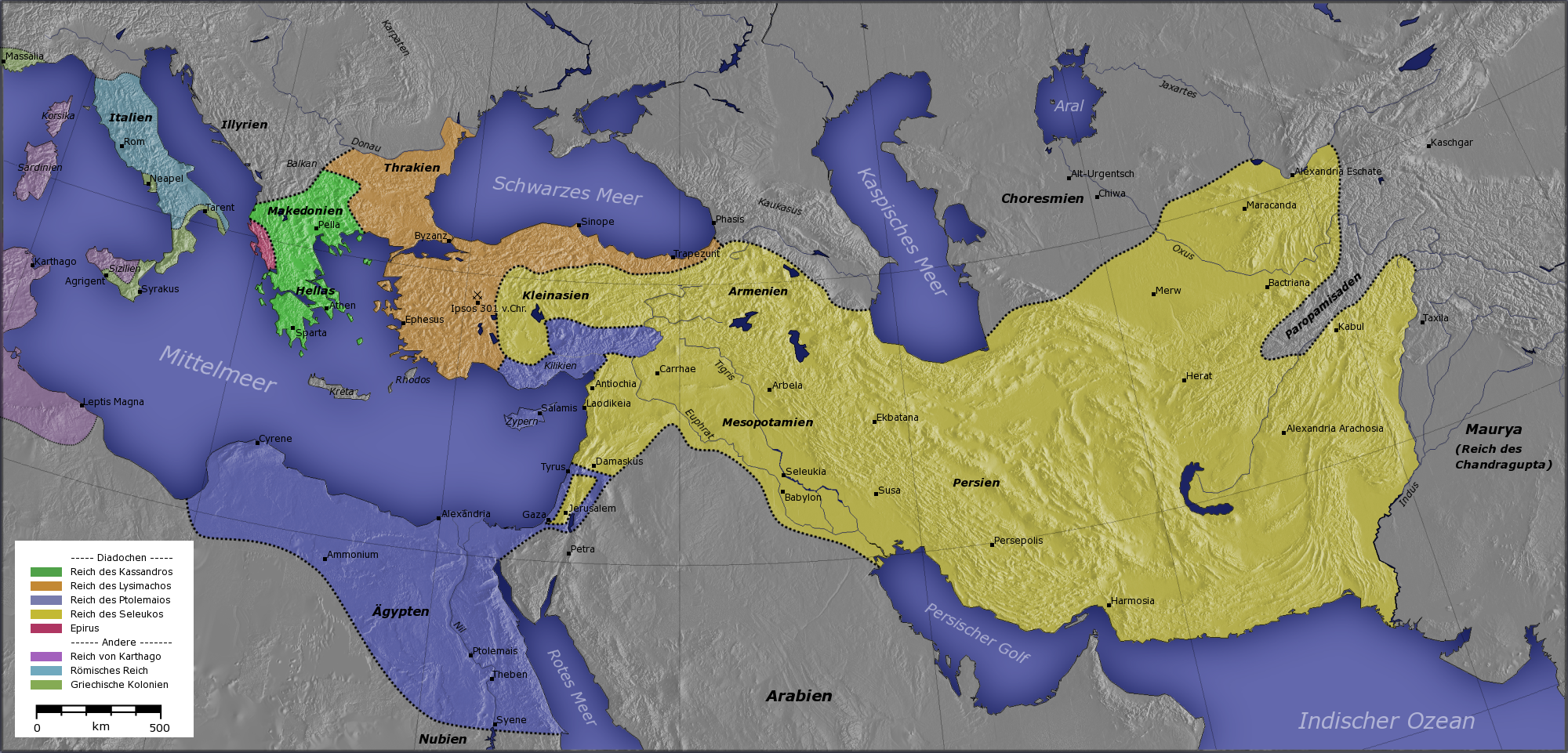
Die Diadochenreiche und ihre Nachbarn nach der Schlacht von Ipsos 301 v. Chr.

Demetrios, der Sohn des Antigonos, erkämpfte sich durch die Vertreibung der Makedonen aus Athen, die Wiederherstellung der attischen Demokratie und die Vernichtung der ptolemäischen Flotte bei Salamis in Griechenland und Makedonien eine stabile Machtstellung. 306 v. Chr. nahmen er und sein Vater den Königstitel von Makedonien an, womit ein eindeutiger Führungsanspruch auf das theoretisch immer noch existierende Gesamtreich verbunden war. Im Jahr darauf nahmen auch die anderen Diadochen jeweils eigene Königstitel an. Infolgedessen bahnte sich eine Entwicklung an, die bald zu einem typischen Merkmal hellenistischer Herrscherideologie werden sollte: In mehreren Poleis wurden den Monarchen kultische Ehren erwiesen; einige wurden später sogar zu Göttern erklärt.
Um seine Schlagkraft zu erhöhen, erneuerte Demetrios im Auftrag seines Vaters 302 v. Chr. den Korinthischen Bund und übernahm dessen Führung. Den beiden Antigoniden stand nun eine Koalition bestehend aus Kassandros, Lysimachos und Seleukos gegenüber, während Ptolemaios den Lauf der Dinge abwartete. Es kam erneut zu Kämpfen, die mit der Schlacht von Ipsos im Jahr 301 v. Chr. endeten, in der Antigonos fiel. Mit ihm wurde faktisch auch die Idee der Reichseinheit zu Grabe getragen, da keiner der anderen Herrscher die Macht hatte, das Reich noch einmal zu einen.
In der Zeit nach 301 v. Chr. stellte sich ein gewisses Gleichgewicht ein, ein mehrjähriger, aber labiler Frieden, der im Jahr 288 v. Chr. endete. Demetrios versuchte nach dem Tod des Kassandros, eine Machtstellung zu erlangen, die vergleichbar mit der seines Vaters war. Lysimachos und Pyrrhos von Epirus drangen in Makedonien ein, zwangen Demetrios zur Flucht und teilten Makedonien unter sich auf, wobei Lysimachos sich bald als Alleinherrscher durchsetzen konnte. Demetrios starb später in seleukidischer Gefangenschaft.
Gegen das nun formierte Reich des Lysimachos, das auch große Teile Kleinasiens umfasste, zog Seleukos 281 v. Chr. in den Krieg. Zwar siegte er in der Schlacht von Kurupedion über Lysimachos, doch wurde er kurz darauf von Ptolemaios Keraunos ermordet, dem ältesten Sohn des Ptolemaios, der selbst die makedonische Königswürde anstrebte. 276 v. Chr. übernahm schließlich Antigonos’ Enkel Antigonos II. Gonatas die Macht in Makedonien. Beide Ereignisse markieren das Ende des Zeitalters der Diadochen.
Als Ergebnis der Kämpfe hatten sich drei große Nachfolgestaaten gebildet, die bis zum Auftreten Roms im 2. Jahrhundert v. Chr. Bestand haben sollten: das Ptolemäerreich in Ägypten, das Seleukidenreich in Asien und das Antigonidenreich in Griechenland.

## Diadochen
Die vier hier vorgestellten Diadochen sollen exemplarisch für alle stehen. Eine vollständige Aufzählung aller Diadochen findet sich in der Liste der Diadochenreiche.

### Antigonos
Antigonos (Ἀντίγονος) war ein Altersgenosse von Alexanders Vater Philipp II. Seine Machtbasis lag zunächst in Kleinasien, er schaltete aber Eumenes aus und brachte so den Großteil des asiatischen Teils des Alexanderreiches unter seine Herrschaft. In den Folgejahren wurden Ptolemaios und Seleukos seine Hauptgegner. Mit Ptolemaios kämpfte er um Syrien und die Seeherrschaft im östlichen Mittelmeer, mit Seleukos um Babylon und die östlichen Satrapien. Antigonos erhob sich und seinen Sohn Demetrios 306 v. Chr. zu Königen, die übrigen Diadochen zogen nach. Damit war das Alexanderreich endgültig zerbrochen. Trotzdem gilt Antigonos als letzter Verfechter der Reichseinheit.
Die Machtfülle des Antigonos war so groß, dass die anderen Diadochen befürchteten, nacheinander von ihm unterworfen zu werden. Ptolemaios, Seleukos und Lysimachos verbündeten sich gegen ihn und besiegten Antigonos 301 v. Chr. in der Entscheidungsschlacht bei Ipsos, in deren Verlauf er auch getötet wurde. Trotz dieser Niederlage wurde Antigonos zum Stammvater der letzten makedonischen Königsdynastie, der Antigoniden. Sein Sohn Demetrios versuchte noch vergeblich, das makedonische Kernland unter seine Kontrolle zu bringen, sein Enkel Antigonos II. Gonatas sicherte sich und seinen Nachfolgern schließlich den makedonischen Thron.

### Ptolemaios

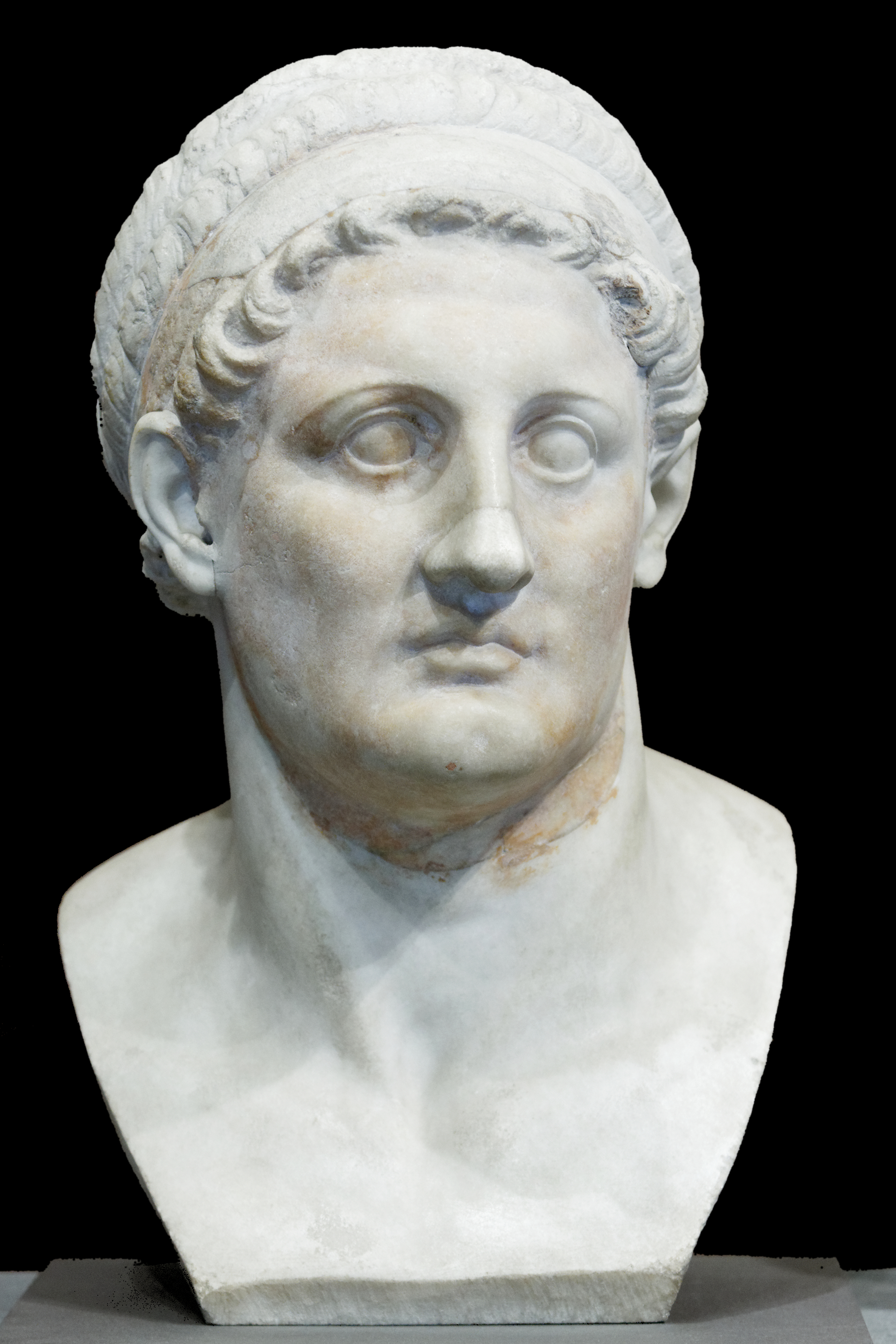
Ptolemaios I. Soter (Büste aus dem Pariser Louvre)

Ptolemaios I. (Πτολεμαῖος) übernahm nach dem Tod Alexanders die Satrapie Ägypten, wohin er später zur Legitimierung seiner Macht den Leichnam Alexanders überführen ließ. Er beteiligte sich an den Diadochenkriegen, sicherte sich Ägypten und nahm 306 v. Chr. den Königstitel an. Er erweiterte sein Reich um Kyrene und Zypern und sicherte es nach außen durch eine kluge Heiratspolitik, nach innen durch eine gute Militär- und Verwaltungsorganisation. Zudem förderte Ptolemaios I. Wissenschaften und Künste. Unter anderem gründete er die berühmte Bibliothek von Alexandria. 285 v. Chr. dankte Ptolemaios zugunsten seines Sohnes Ptolemaios II. ab. Eigentlicher Thronfolger wäre sein ältester Sohn Ptolemaios Keraunos gewesen. Dieser floh zusammen mit seiner Mutter, die verstoßen worden war, an den Hof des Seleukos. Ptolemaios I. starb 282 v. Chr., kurz vor dem Ende der Diadochenkriege.

### Lysimachos
Lysimachos (Λυσίμαχος) wurde noch von Alexander zum Statthalter von Thrakien ernannt. Nach dessen Tod 323 v. Chr. beteiligte er sich zunächst nicht an den Kämpfen unter den übrigen Diadochen, sondern sicherte seine Herrschaft über Thrakien. Wegen seiner brutalen Methoden wurde Lysimachos von vielen Zeitgenossen als barbarisch angesehen. Nach dem Tod des Eumenes griff Lysimachos nach Kleinasien und Makedonien aus und schloss sich der Koalition gegen Antigonos an. Nach dessen Ende in der Schlacht von Ipsos geriet Lysimachos mit seinem bisherigen Verbündeten Seleukos in Konflikt, dem er 281 v. Chr. bei Kurupedion unterlag. Lysimachos’ Tod bei Kurupedion gilt als das Ende der Diadochenkriege.

### Seleukos

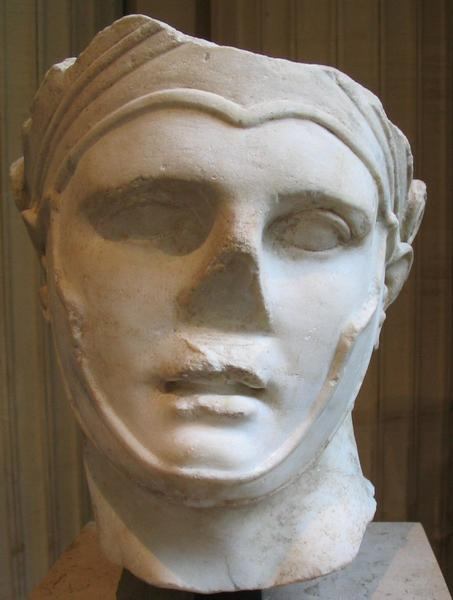
Seleukos I. Nikator (Büste aus dem Pariser Louvre)

Seleukos (Σέλευκος) war der Sohn eines Generals Philipps II. Er begleitete Alexander den Großen auf dessen Asienfeldzug und zeichnete sich bei den Kämpfen in Indien 326 v. Chr. aus. Nach Alexanders Tod erhielt Seleukos keine eigene Satrapie. 321 v. Chr. war er in die Ermordung des Regenten Perdikkas verwickelt und erhielt bei der zweiten Reichsteilung die Satrapie Babylonien. Nach Konflikten mit Antigonos gewann er mit der Unterstützung des Ptolemaios Babylonien 312 v. Chr. endgültig als Herrschaftsgebiet.
306 v. Chr. nahm Seleukos wie die anderen Diadochen den Königstitel an. Zwei Jahre später schloss er, nachdem er den Osten des Iran unterworfen und bis in den Punjab vorgestoßen war, mit dem indischen Herrscher Chandragupta Frieden. Er trat einen Teil seines Herrschaftsgebietes an diesen ab und erhielt dafür 500 Kriegselefanten, die in der Schlacht von Ipsos 301 v. Chr. einen entscheidenden Vorteil bedeuteten. In dieser Schlacht besiegte er zusammen mit Lysimachos den Antigonos. 285 v. Chr. nahm er Demetrios, den Sohn des Antigonos, gefangen. Vier Jahre später besiegte er Lysimachos in der Schlacht bei Kurupedion. Seleukos wollte nun Makedonien und Thrakien in Besitz nehmen, wurde aber kurz nach dem Übertritt nach Europa von Ptolemaios Keraunos ermordet. Seleukos hinterließ seinem Sohn Antiochos I. mit dem Seleukidenreich das größte, aber auch heterogenste Diadochenreich.

## Soziokultureller Grundriss

### Herrschaft und Verwaltung
Das Königtum der Diadochenherrscher stand auf zwei Säulen, der Alexandernachfolge und der Akklamation durch die Heere. Die Staaten existierten dabei nicht unabhängig von ihrer Regierungsform, die Könige waren nicht Könige von Syrien, sondern Könige in Syrien. Das Königtum war kein staatliches Amt, sondern eine persönliche Würde, der Monarch sah den begrifflich davon nicht abgegrenzten Staat als „seine Angelegenheit“. Theoretisch war das ganze eroberte Land im Besitz des Königs, weshalb dieser es auch testamentarisch an eine fremde Macht wie die Römer übereignen konnte.
Der Personenkult, der sich um Alexander den Großen entwickelt hatte, wurde von den Diadochen gefördert. Die kultische Verehrung der Diadochenherrscher wurde aber wenigstens zunächst nicht von ihnen selbst gefördert, sondern von außen durch die „freien“ Poleis Griechenlands an sie herangetragen. Die Herrscher wurden vorerst nur „gottgleich“ genannt. Erst 304 v. Chr. bezeichneten die Rhodier Ptolemaios I. als Gott und nannten ihn Sōtēr („Retter“).
Die Diadochen und ihre Nachfolger regierten mit Hilfe schriftlicher Erlasse. Beraten wurde der Herrscher von einem Gremium aus Freunden und Verwandten. Der wichtigste Mann neben dem König war der Hausverwalter, der für Wirtschaft, Finanzen, Verwaltung, Heer und Außenpolitik verantwortlich war. Während man bereits zur Zeit der Diadochen von einem absolutistischen Staat sprechen kann, setzte der typisch hellenistische Herrscherkult erst unter ihren Nachfolgern ein. Entscheidenden Einfluss gewann die Herrschaftsform der Diadochen auf die jüngere griechische Tyrannis, die Karthager und das römische Kaisertum.
Die Verwaltung der Diadochenreiche war zentralistisch organisiert und wurde von Berufsbeamten geführt. Dieser Beamtenapparat stand in der Tradition des achaimenidischen und des pharaonischen Reiches. Vergleichbares gab es im antiken Griechenland nur in der privatwirtschaftlichen Gutsverwaltung. Wie die Angestellten eines Gutes von dessen Besitzer, so waren die Beamten der Diadochen von ihrem Herrscher abhängig. Die Verwaltung der Diadochen legte den Grundstein für die personalintensive Bürokratie der hellenistischen Zeit. Einheimische Beamte wurden kaum zu höheren Ämtern zugelassen, die in der Regel mit Makedonen oder Griechen besetzt waren.
Die Territorialstruktur der Diadochenreiche geht noch auf Alexander selbst zurück. Alexander hatte die militärischen Befugnisse der einheimischen Satrapen makedonischen Strategen übergeben, die nach seinem Tod nach und nach die gesamte Verwaltungsarbeit übernahmen. Die Strategen waren nun auch für das Siedlungswesen und die Justiz zuständig. Der König konnte Teile des in Bezirke und Dörfer untergliederten Königslandes oder die Einkünfte daraus als Lehen vergeben. Einen eigenen Territorialtypus bildeten die Außenbesitzungen, die nicht zum Königsland gehörten. Diese Enklaven standen nicht unter direkter Verwaltung des Diadochenherrschers. Einige davon machten sich im Laufe der Zeit selbständig, insbesondere im Osten des Seleukidenreiches und in Kleinasien.

### Heer und Kriegsführung
Von grundlegender Bedeutung für die Diadochenreiche war das Heer. Neben der Landesverteidigung erfüllte es insbesondere vier von der makedonischen Heeresversammlung übernommene Aufgaben:
- die Ausrufung oder Bestätigung eines Königs (Akklamation),
- die Bestellung von Vormündern für unmündige Könige,
- die Anerkennung königlicher Testamente und
- die Verurteilung politischer Gegner als Staatsverbrecher.

Die Größe der Heere ist nur schwer zu ermitteln, da die antiken Historiker in dieser Hinsicht oft übertrieben haben. Dennoch kann kein Zweifel daran bestehen, dass die hellenistischen Heere verglichen mit den Armeen der klassischen Zeit, gewaltig waren und mehrere 10.000 Mann umfassten. Der zu Beginn der Diadochenzeit noch sehr große Einfluss des Heeres ging jedoch immer mehr zurück, nur noch die Garnisonen der Hauptstädte konnten später der politischen Führung ihren Willen aufzwingen.
Der Einsatz von Kriegselefanten geht auf Seleukos zurück, der in Apameia 500 indische Elefanten hielt. Außerdem wurden Kamele, gepanzerte Reiter, Sensenstreitwagen und Belagerungsmaschinen eingesetzt, wobei die Belagerungstechnik gewaltigen Fortschritt machte. Wichtige Impulse für die Kriegsmarine gab Demetrios I. Poliorketes, der Sohn des Antigonos, der riesige Großkampfschiffe mit bis zu sechzehn Reihen von Ruderern bauen ließ. Die später von den Ptolemäern gebauten zwanzig-, dreißig- und vierzigreihigen Schiffe waren dagegen wohl reine Schaustücke, die nur in sehr kleinen Stückzahlen gebaut wurden.
Die Diadochen verfügten bereits über ein stehendes Heer, das mobil und ständig einsatzbereit war. Es wurde in Kriegszeiten durch eine große Anzahl von Militärsiedlern ergänzt, die von Seleukos in Städten, von Ptolemaios in Dörfern angesiedelt wurden. Die Militärsiedler waren meist griechische Einwanderer und bauten die für sie gegründeten Städte selbst. Allerdings wurden auch Söldner angeworben und vereinzelt einheimische Truppen in die Phalanx integriert.

### Wirtschaft und Infrastruktur

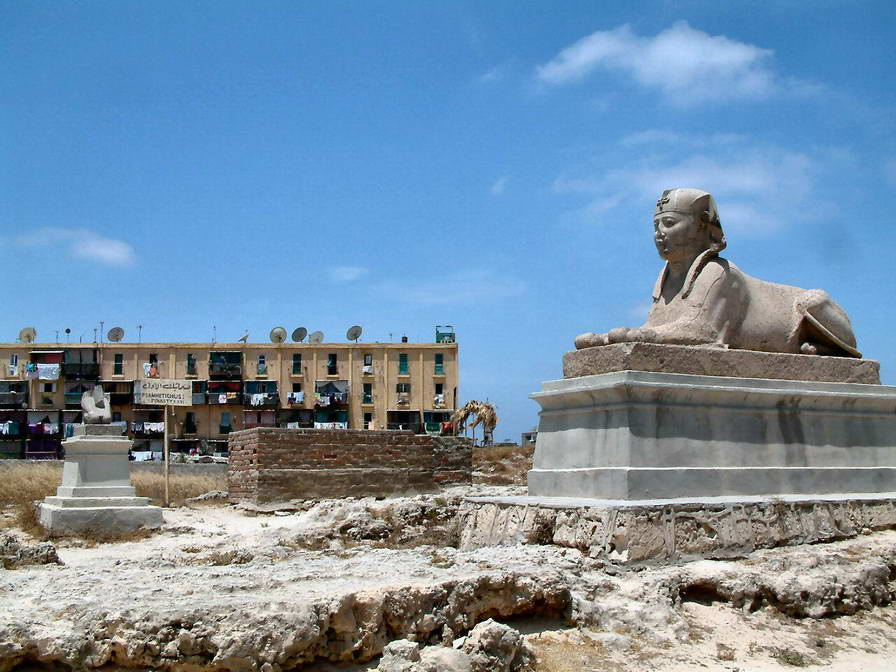
Alexandria war das wirtschaftliche Zentrum der hellenistischen Welt

Die Diadochenreiche betrieben eine planmäßige Wirtschaftspolitik. Die Beseitigung von Korruption, wirtschaftlichem Leerlauf und oftmals chaotischen Privatinitiativen machte Ägypten zum reichsten Land und den Ptolemäerkönig zum reichsten Mann der antiken Welt. Er profitierte dabei nicht zuletzt von der Einbeziehung der reichen Tempelbezirke, die vorher eine Art Staat im Staate bildeten. Seine Hauptstadt Alexandria blieb bis in die Zeit des römischen Kaisers Augustus der größte Handelsplatz der damals bekannten Welt.
Die Grundlage der hellenistischen Wirtschaft war die bis ins Detail durchorganisierte Landwirtschaft. Durch Einführung moderner Anbaumethoden wurde Ägypten zur Kornkammer des östlichen Mittelmeerraumes, der König erhielt etwa ein Drittel der Erträge. Im seleukidischen Babylonien führten die Makedonen den Weinbau ein. Mehr Spielraum blieb privaten Unternehmern im Bereich des Gewerbes.
Grundnahrungsmittel wie Öl, Salz, Fisch, Bier, Honig und Datteln, die Herstellung von Papyrus, Textilien, Glas und Luxusartikeln sowie Transportwesen, Banken und Außenhandel waren Sache des Staates. Dieser schützte die eigene Wirtschaft durch Zölle von bis zu 50 % und erreichte nicht zuletzt durch eine Erweiterung des Osthandels beträchtliche Außenhandelsüberschüsse.
Auch die Münzprägung und das Bankwesen insgesamt lagen in den Händen des Staates. Alle Bankgeschäfte wurden mit Hilfe der in Athen entwickelten Buchführung schriftlich dokumentiert. Die Staatseinnahmen bestanden aus den Erlösen der königlichen Lagerhäuser, den Erträgen der Krongüter, den Zöllen und den von Steuerpächtern eingetriebenen Steuern. Der Staatshaushalt umfasste als wichtigste Posten die Hofhaltung, die Bezahlung der Soldaten und Beamten sowie außenpolitische Ausgaben wie Tribute. Steuerhinterziehung wurde mit Gefängnis oder dem Verkauf in die Sklaverei bestraft.

### Gesellschaft und Sozialstruktur
Die Diadochenreiche waren durch zwei große Gegensätze geprägt: die Trennung in soziale Schichten und die Aufteilung in Nationalitäten. Der Adel spielte aber nur eine geringe Rolle. Dies lag auch im Interesse der Diadochenherrscher, deren Beamtenapparat darauf angewiesen war, dass Ämter nach Tüchtigkeit und nicht nach Geburt vergeben wurden. Deshalb waren vom König verliehene Ränge zunächst nicht erblich.
Auch die Sklaven waren weniger zahlreich als in anderen antiken Staatswesen. Die Landarbeit wurde in Ägypten von Fellachen betrieben, die rein rechtlich nicht als Sklaven galten. Ehen zwischen Freien und Unfreien waren relativ häufig. Von den Tempelsklaven abgesehen, gab es vor allem in den Privathaushalten reicher Griechen Sklaven. Sie galten als Luxusgut und unterlagen deswegen einer besonderen Steuer. Kriegsgefangene im Sklavenstatus kamen aber schon unter den Diadochen vor. Diese arbeiteten vor allem in königlichen Steinbrüchen und Bergwerken.
Das größte soziale Problem stellte der Gegensatz zwischen Griechen und Orientalen dar. Philon bezeugt die Existenz einer Zwei-Klassen-Gesellschaft: Ägypter wurden mit der Peitsche, Griechen lediglich mit dem Stock gezüchtigt. Dabei betrug der Anteil der Griechen an der Gesamtbevölkerung höchstens ein Prozent. Ptolemaios und Seleukos führten bald eine Trennung zwischen einheimischen und griechischen Funktionsträgern durch. Ersterer verzichtete beim Aufbau seines Verwaltungsapparates ganz auf Einheimische, die nur noch auf der Ebene der Dorfschulzen politische Verantwortung tragen durften. In dieses Bild einer Apartheidgesellschaft passt, dass Mischehen verboten waren und jede Bevölkerungsgruppe einem eigenen Recht unterlag. Der Gegensatz zwischen Einwanderern und Orientalen war also größer und bedeutender als der zwischen Sklaven und Freien.
Die Diadochen und ihre Nachfolger wollten das griechische Element in ihren Staaten stärken und begünstigten deshalb deren Einwanderung. Griechen traten als Soldaten oder Beamte in den Königsdienst und ließen sich in den griechischen Städten des Ostens, in denen sie auch als Privatleute sofort das Bürgerrecht erhielten, als Händler, Gewerbetreibende oder Bauern nieder. Niedergelassene Einwanderer waren vom Militärdienst befreit. Es wurden aber auch Galater und Juden ins Heer aufgenommen, die Städte nahmen auch Juden und Phöniker auf. Bei den eingewanderten Griechen nivellierten sich schon bald die Unterschiede, es entstand eine Art „Einheitsgrieche“, die lokalen Traditionen traten zurück, eine gesamtgriechische Verkehrssprache (Koinē) entwickelte sich.

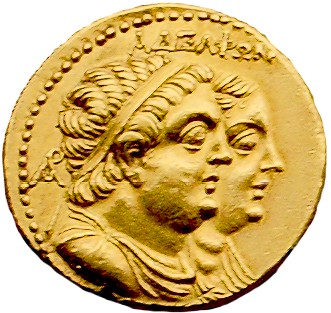
Arsinoë II. mit Ptolemaios II.

Am längsten blieben die Makedonen kulturell eigenständig. Die Bezeichnung „Makedone“ wurde jedoch schon bald zum Standesbegriff und wurde später selbst von Juden geführt. Insgesamt war der Wunsch nach Zugehörigkeit zur griechischen Kultur bei den Orientalen groß. Selbst die Römer beriefen sich vor Seleukos auf eine angebliche Blutsverwandtschaft über ihre sagenhaften trojanischen Ahnen. So wurde trotz der rigiden Trennung der ethnischen Gruppen letztlich eine Vermischung von Griechen und Orientalen erleichtert. Im Niltal wurden die Griechen ägyptisiert und die Ägypter hellenisiert. Besonders entgegenkommend zeigte sich Ptolemaios gegenüber den Fellachen, wohl vor allem, um mögliche Aufstände zu verhindern. Jedenfalls nahm der Wohlstand der ägyptischen Bauern in der Diadochenzeit so weit zu, dass ein Fellache mehr verdiente als ein griechischer Arbeiter auf Delos.
Verhältnismäßig gut war in den Diadochenreichen auch die Lage der Frauen. Sie gewannen das Recht, vor Gericht im eigenen Namen auszusagen und selbständig Unternehmen zu führen. Auch waren ihnen alle Stufen der Schulbildung zugänglich. Frauen besuchten das Gymnasion, betätigten sich als Dichterinnen oder Philosophinnen und organisierten sich in eigenen Vereinen. In Delphi und Priene amtierten Frauen als Archonten. Zudem hatten bedeutende Frauen Zugang zum Bürgerrecht auswärtiger Städte. Frauen aus dem Königshaus wie Arsinoë II., die Tochter des Ptolemaios, griffen sogar aktiv in die Politik ein. Allerdings wurden noch immer weit häufiger neugeborene Mädchen ausgesetzt als Jungen. Dieses Schicksal traf aber nur selten die Töchter von Sklavinnen, Unfreie waren allgemein als Luxusgüter begehrt.

### Religion und Kult
Die Diadochen gestatteten ihren Untertanen die Verehrung einheimischer Götter. Während aber Seleukos deren Kultstätten die Selbstverwaltung gestattete, versuchte Ptolemaios, die reichen Heiligtümer Ägyptens in seinen Verwaltungsapparat zu integrieren. Die Ptolemäer ließen sich selbst in den Tempeln mitverehren und ernannten auch die Priester. Griechische Kontrollbeamte übernahmen die Aufsicht über die Tempelwirtschaft, selbst griechische Priester kamen vor. Die Erträge der Tempel wurden besteuert und ihr Asylrecht eingeschränkt, der Kult selbst blieb jedoch weitgehend in seiner vorhellenistischen Form erhalten.
Nicht nur in Ägypten genossen auch die Diadochen selbst göttliche Ehren. Bereits Alexander befahl 324 v. Chr. die eigene Vergöttlichung. Die Diadochen setzten den Alexanderkult fort, dessen Zentrum Alexanders Grab in Alexandria bildete. Zudem förderten sie Legenden über ihre eigene göttliche Abstammung. Während in Makedonien eine kultische Verehrung des Herrschers nicht stattfand, wurde sie in den anderen beiden Reichen bald schon im großen Stil praktiziert. Die Söhne der Diadochen ordneten die Verehrung ihrer Väter und die der eigenen Person an und bauten dafür eigene Tempel. In jedem Gau überwachte ein Oberpriester den Herrscherkult, zu Ehren der Diadochenherrscher wurden regelmäßig Festspiele abgehalten, die Gäste aus aller Welt anzogen.
Einen Aufschwung nahm unter den Diadochen und ihren Nachfolgern das Judentum. Geistiges Zentrum dieses hellenistischen Judentums war aber nicht mehr Jerusalem, sondern Alexandria. Gegen Ende der Diadochenzeit begann die Arbeit an der Septuaginta, der griechischen Fassung des Alten Testaments. Insgesamt waren die Juden einem Hellenisierungsprozess unterworfen, der auch dank der Unterstützung durch Seleukos und die ersten Seleukiden zu einer weitgehenden Gleichberechtigung mit den Griechen führte.
Neue orientalische Erlösungsreligionen wurden in den Diadochenreichen immer wichtiger. Die olympischen Götter der Griechen verloren an Bedeutung. Religion wurde Privatsache, lediglich der Herrscherkult blieb als verbindendes Element erhalten. Die daneben wohl folgenreichste religionspolitische Neuerung war die Einführung des Sarapiskults durch Ptolemaios. Sarapis war eine Verschmelzung aus den ägyptischen Göttern Osiris und Apis und dem griechischen Göttervater Zeus. Zudem wurden vermehrt griechische und orientalische Götter gleichgesetzt, beispielsweise die Erntegöttin Demeter mit Isis, der Gattin des Osiris.

### Wissenschaft und Kultur

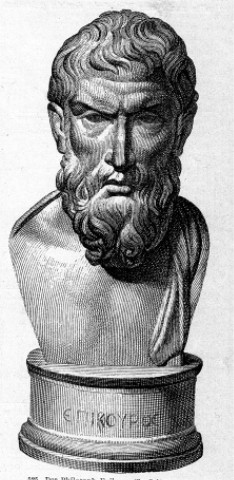
Der Philosoph Epikur war ein Zeitgenosse der Diadochen

Die Diadochenzeit leitete den Aufschwung in Wissenschaft und Technik der hellenistischen Zeit ein, von dem noch die Neuzeit profitieren sollte. Bereits der Alexanderzug wurde von Vermessern begleitet, deren Aufzeichnungen für die Geographie von großer Bedeutung waren. Im Hellenismus bildeten sich einige der bedeutendsten philosophischen Strömungen heraus (siehe beispielsweise Stoa, Epikureismus und Peripatos), wobei aber auch die Mathematik, Kunst und Medizin sich in dieser produktiven Zeit weiter entfalten konnten.
Zum Mittelpunkt der griechischen Gelehrsamkeit wurde seit der Zeit der Diadochen Alexandria mit seinem Museion und der bekannten Bibliothek. Das im Palastbezirk der Stadt gelegene Museion lässt sich am ehesten mit einer heutigen Universität vergleichen. Dort wurden neben Philosophie auch Naturwissenschaften und Medizin gelehrt. Die Ärzte Alexandrias, namentlich Herophilos und Erasistratos, wagten sich wohl als erste an eine umfassende Erforschung der menschlichen Anatomie und sezierten dafür Hingerichtete. Die an das Museion angeschlossene Bibliothek umfasste bis zu 700.000 Rollen. Ptolemaios II., der Sohn und Nachfolger des Ptolemaios, ließ die Schriften der Griechen, Chaldäer, Ägypter, Römer und Juden sammeln, erwarb die Bibliothek des zu Beginn der Diadochenkriege verstorbenen Philosophen Aristoteles und kaufte vor allem in Athen und Rhodos weitere Bücher zu. Kallimachos verfasste den ersten Bibliothekskatalog, der erste Bibliotheksvorsteher war Zenodotos von Ephesos.
Auch wenn die Hauptstadt der Ptolemäer von diesen planmäßig zum kulturellen Mittelpunkt der hellenistischen Welt ausgebaut wurde, so kamen doch die anderen Städte nicht zu kurz. Besonders das griechische Mutterland wurde immer wieder von den Diadochen mit Spenden bedacht (Euergetismus). Um die griechische Öffentlichkeit in ihrem Sinne zu beeinflussen, unterstützten die Diadochen die Poleis finanziell durch Stiftung und durch Bauten wie das Olympieion in Athen. Dieser vordergründigen Unterstützung des kulturellen Lebens und der finanziellen Lage der Städte stand deren weitreichende politische Entmachtung gegenüber. Außenpolitik, Militär und Steuern waren nun Sache der Diadochenherrscher, die die Städte aber trotz allem relativ behutsam behandelten. So konnten sich in ihnen in der hellenistischen Zeit Kultur und Wissenschaften in einer Weise entfalten, die aus dem Hellenismus die moderne Zeit des Altertums machte.

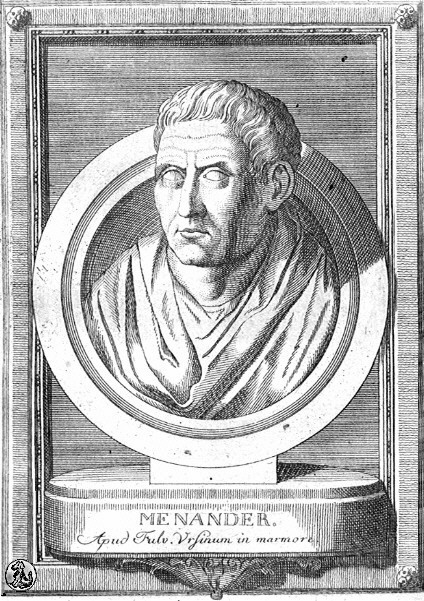
Menander erneuerte die Komödie

Die astronomischen Arbeiten des Eudoxos von Knidos wurden im 3. Jahrhundert von Aristarchos von Samos fortgeführt, der das heliozentrische Weltbild begründete und die Drehung der Erde erkannte. Schon zur Zeit Alexanders befuhr Pytheas die Nordsee und entdeckte Britannien. Ptolemaios II. schickte Gesandte nach Indien und ließ das Innere Afrikas erforschen. Auch im Bereich der Technik wurden viele Fortschritte gemacht, so ließ Demetrios I. Poliorketes eine als Helepolis bekannte Belagerungsmaschine konstruieren, mit der er Rhodos angriff.
Aber auch die Literatur dieser Zeit erlebte einen Aufschwung: Kallimachos, der bedeutendste alexandrinische Dichter, sowie seine Schüler, unter ihnen auch Apollonios von Rhodos, der sein berühmtes Werk zur Argonautensage verfasste. Allgemein kann konstatiert werden, dass sich die hellenistische Literatur zwar im Rahmen bereits bekannter Gattungen bewegte, diese aber weiterentwickelte und umgestaltete. Auf dem Gebiet der Komödie bedeutend war dabei vor allem Menander. Der Umgestaltungsprozess in der Literatur wurde durch öffentliche Schulen und das umfangreiche Bibliothekswesen der hellenistischen Zeit gefördert. Dank dieser Bibliotheken konnten sich Wissenschaftler und Schriftsteller zum ersten Mal auf breiter Basis auf bereits analysiertes Material stützen und sich damit auseinandersetzen.

## Rezeption
Von der Antike bis ins 19. Jahrhundert wurde die Zeit der Diadochen allgemein recht negativ gesehen. Für Plutarch endete die Freiheit mit dem Tod des Demosthenes 322 v. Chr. und damit zu Beginn dieser Zeit. Die Diadochenzeit markierte das Ende der griechischen Klassik und damit den Anfang des als Verfallsprozess empfundenen Hellenismus. Dabei wurde aber meist übersehen, dass die Kanonisierung der so genannten Klassik erst im Hellenismus erfolgte und der Begriff selbst erst in römischer Zeit entstand.
Die positive Würdigung der Zeit der Diadochenreiche geht vor allem auf den Historiker Johann Gustav Droysen im 19. Jahrhundert zurück, der den Hellenismus als moderne Zeit des Altertums bezeichnete. Droysen wandte sich gegen die Idealisierung der klassischen Zeit und meinte, dass die Diadochen den erfolgreichen Versuch unternahmen, das partikularistische Polissystem zu überwinden und große Länder durch zentrale Planung politisch und wirtschaftlich wirklich zu erfassen. Auf Droysen geht die Einschätzung der Diadochenstaaten als Teile einer vergleichsweise modernen, städtisch geprägten Weltzivilisation zurück, die durch einen wirtschaftlichen Aufschwung, technischen Fortschritt, Mobilität, Individualismus und die Begegnung verschiedener Kulturen geprägt war. Im 20. Jahrhundert fand diese Einschätzung allgemeine Anerkennung.
Generell bleibt festzuhalten, dass bis heute keine wirkliche Einigung erzielt wurde. Noch der amerikanische Historiker Peter Green kommt in seiner Studie From Alexander to Actium zu einer eher negativen Beurteilung, anders etwa Graham Shipley oder Hans-Joachim Gehrke. Auch Alexander Demandt verficht Droysens Einschätzung und betont die Ähnlichkeiten zwischen Hellenismus und Moderne. Ihm zufolge steht die Zeit der Diadochenreiche in einem ähnlichen Verhältnis zu klassischer und archaischer Zeit wie die Neuzeit zu Mittelalter und Antike. Ähnlichkeiten sieht er bei der Erweiterung des Lebensraumes, der Errichtung von Kolonialregimes über technisch weniger entwickelte Völker, dem wissenschaftlich-technischen Fortschritt, der Entstehung eines Weltmarktes und der Urbanisierung.
Weitgehend unbestritten ist die Bedeutung der Diadochenzeit im Bereich der Außenpolitik. In dieser Zeit entstand ein außenpolitisches Regelsystem, das zwischenstaatliche Beziehungen in feste Formen brachte. Einher mit dieser Regelung ging jedoch eine Labilität der Diadochenstaaten, die damit zusammenhing, dass fast jeder Diadoche ein großer Eroberer im Stil Alexanders des Großen werden wollte.
In der Zeit um 300 v. Chr. waren die Diadochenreiche fast ausschließlich in Kämpfe untereinander verwickelt, wobei sich schwächere durch Bündnisse gegen stärkere zur Wehr setzen konnten. Später gingen einzelne Diadochenreiche auch Bündnisse mit den mittlerweile zur Vormacht im Mittelmeerraum gewordenen Römern ein, wodurch sich das Kräfteverhältnis zunehmend zu deren Gunsten verschob und diese – und nicht die Diadochen – schließlich zu den Testamentsvollstreckern des großen Alexander wurden, indem sie ein Weltreich errichten konnten, das mehrere Jahrhunderte überdauerte.

### Überblickswerke
- Edward M. Anson: Alexander’s Heirs. The Age of the Successors. Wiley-Blackwell, Hoboken 2014, ISBN 978-1-4443-3962-8.
- Hermann Bengtson: Die Diadochen. Die Nachfolger Alexanders (323–281 v. Chr.). C. H. Beck, München 1987, ISBN 3-406-32068-6.
- Albert Brian Bosworth: The Legacy of Alexander. Politics, Warfare, and Propaganda under the Successors. Oxford University Press, Oxford 2002, ISBN 0-19-928515-2.
- Alexander Demandt: Die hellenistischen Monarchien. In: Antike Staatsformen. Eine vergleichende Verfassungsgeschichte der Alten Welt. Akademie Verlag, Berlin 1995, ISBN 3-05-002541-7, S. 291–320.
- Hans-Joachim Gehrke: Geschichte des Hellenismus (= Oldenbourg Grundriss der Geschichte. 1B). 4. Auflage. Oldenbourg, München 2008, ISBN 978-3-486-58785-2.
- Waldemar Heckel: The Marshals of Alexander’s Empire. Routledge, London 1992, ISBN 0-415-05053-7.
- James Romm: Der Geist auf dem Thron. Der Tod Alexanders und der mörderische Kampf um sein Erbe. C. H. Beck, München 2016, ISBN 978-3-406-68803-4.
- Klaus Rosen: Die Bündnisformen der Diadochen und der Zerfall des Alexanderreiches. In: Acta Classica. Band 11, 1968, S. 182–210.
- Hatto H. Schmitt, Ernst Vogt (Hrsg.): Lexikon des Hellenismus. Harrassowitz, Wiesbaden 2005, ISBN 3-447-04842-5.
- Frank-Gernot Schuffert: Studien zu Krieg und Machtbildung im Frühhellenismus. Dissertation, Gießen 2005, urn:nbn:de:hebis:26-opus-20979 (Volltext).
- Jakob Seibert: Das Zeitalter der Diadochen (= Erträge der Forschung. Band 185). 2. Auflage. Wissenschaftliche Buchgesellschaft, Darmstadt 1989, ISBN 3-534-04657-9.

### Einzelne Diadochen
- Richard A. Billows: Antigonos the One-eyed and the Creation of the Hellenistic State. University of California Press, Berkeley 1997, ISBN 0-520-20880-3 (zuerst erschienen 1990).
- Christian A. Caroli: Ptolemaios I. Soter. Herrscher zweier Kulturen. Badawi, Konstanz 2007, ISBN 978-3-938828-05-2 (zugleich Dissertation, Universität Konstanz 2007).
- Walter M. Ellis: Ptolemy of Egypt. Routledge, London/New York 2003, ISBN 0-415-10020-8 (zuerst erschienen 1994).
- Janice J. Gabbert: Antigonus II Gonatas. A Political Biography. Routledge, London/New York 1997, ISBN 0-415-01899-4.
- John D. Grainger: Seleukos Nikator. Constructing a Hellenistic Kingdom. Routledge, London/New York 1990, ISBN 0-415-04701-3.
- Helen S. Lund: Lysimachus. A Study in Early Hellenistic Kingship. Routledge, London/New York 1992, ISBN 0-415-07061-9.
- Andreas Mehl: Seleukos Nikator und sein Reich. Seleukos’ Leben und die Entwicklung seiner Machtposition (= Studia Hellenistica. Band 28). Universitas Catholica Lovaniensis, Leuven 1986 (zugleich Habilitationsschrift, Universität Stuttgart 1982/1983).
- Michael Rathmann: Perdikkas zwischen 323 und 320. Nachlassverwalter des Alexanderreiches oder Autokrat? (= Österreichische Akademie der Wissenschaften. Philosophisch-historische Klasse. Sitzungsberichte. Band 724). Verlag der österreichischen Akademie der Wissenschaften, Wien 2005, ISBN 3-7001-3503-3 (fachwissenschaftliche Rezension).
- Christoph Schäfer: Eumenes von Kardia und der Kampf um die Macht im Alexanderreich (= Frankfurter Althistorische Beiträge. Band 9). Clauss, Frankfurt am Main 2002, ISBN 3-934040-06-3.